# Kopeč (Středolabská tabule)
Kopeč (228 m n. m.) je vrch v okrese Mělník Středočeského kraje. Leží při severovýchodním okraji vsi Kopeč (část obce Úžice) na katastrálním území této vsi.

## Geomorfologické zařazení
Geomorfologicky vrch náleží do celku Středolabská tabule, podcelku Českobrodská tabule, okrsku Kojetická pahorkatina, podokrsku Kozomínská pahorkatina a části Velkoveské vrchy.